# 10639 Gleason
10639 Gleason eller 1998 VV41 är en asteroid i huvudbältet som upptäcktes den 14 november 1998 av Spacewatch vid Kitt Peak-observatoriet. Den är uppkallad efter den amerikanska astronomen Arianna Gleason.
Asteroiden har en diameter på ungefär 4 kilometer.